# 国际习惯法
国际习惯法，更加准确的说法是习惯国际法（英語：customary international law），也称国际习惯，是包含某些习惯性原则的国际法的渊源，其构成要素包括国家的一致行为及法律确信。习惯国际法与国际法基本原则、国际条约一起被国际法院、法学家、联合国及其成员国承认为国际法的三大基本渊源。
尽管各国政府对习惯国际法具体包含哪些规则的看法不尽相同，但是多数国家政府都在原则上承认习惯国际法的存在。
1950年，联合国国际法委员会罗列了可用于证明某项习惯国际法存在的证据形式：国际条约、国内和国际法院的判决、国内立法、国内法律顾问的观点、外交信函和国际组织的惯例。2018年，该委员会以评注的形式正式通过了关于习惯国际法识别的结论。联合国大会接受了这一决定，并鼓励各國將其尽可能广泛传播。

## 基本概念
《国际法院规约》中将习惯国际法定义为“作为通例之证明而经接受为法律者”。习惯国际法一般由以下两项因素决定：在国家间有一般实践或通例存在；被各国接受为法律，形成法律确信。
各国政府接受许多种类的习惯国际法。一些习惯国际法在国际社会中逐渐上升成为国际强行法，这些规则被认为是一类不可损抑的权利。而另一些习惯国际法可能只被一小部分国家的政府接受和遵守。不论各国是否将其纳入国内法或是签署有关的条约，各国一般都受到习惯国际法的约束。

### 国际强行法
国际强行法是国际法的基础性原则，它被国际社会广泛接受为一类不可损抑的规范。这些规则来自自然法原则，任何与其相抵触的规则都应被认为无效。例如各类国际犯罪就被国际强行法所规范：各国均应禁止奴役、酷刑、种族灭绝、侵略和反人道罪。
不能将国际强行法和习惯国际法混为一谈。所有国际强行法都为各国采用，都是习惯国际法，但是并非所有习惯国际法都会上升为国际强行法。通过签订条约或颁布相抵的法律，一国可以排除习惯国际法的适用，但是国际强行法是不可损抑的规范，不能通过上述方式而排除。

## 习惯国际法的法典化
尽管仍然有大量习惯国际法仅仅是不成文的习惯法，一些习惯国际法已经通过条约或国内立法的方式得到确认。
战争法曾在很长时间内作为一类习惯法规范存在。直到1899和1907年《海牙公约》《日内瓦公约》和其他相关条约签署后，战争法相關法律规范才以成文法的形式确认下来。然而，这一系列公约并不能调整战争期间可能发生的一切法律问题。而根据日内瓦公约的第一附加议定书第一条（2）的规定，武装冲突中发生、未由相关协议或条约规定的法律问题由习惯国际法调整。

### 沉默即同意
一般来说，主权国家必须同意特定的条约或法律规范才能受其约束。但是，习惯国际法对主权国家的约束效力并不需要主权国家同意该规范。因此，只要主权国家不明确反对该习惯国际法，该规则便对该国产生效力。与此相反，如果主权国家明确表达了反对意见，那么除非该习惯国际法被认为是国际强行法，该主权国家可能就不受该规范约束。然而，有反对观点认为，对于任何没有申明“沉默即同意”原则的国家来说，任何对“沉默即同意”原则的适用都表明将该原则归于一项习惯的倾向。如此一国若不赞成一种更宽松的证明习惯国际法存在的前提（该前提一般为“有一般的实践或通例存在，且被各国接受为法律”），这种倾向便会基于循环论证。（之所以习惯国际法具有法律约束力，是因为沉默即同意；同时之所以沉默即同意，是因为该原则是习惯国际法的一个方面。）

#### 同意与习惯国际法
总体上，国际社会是“无政府主义的”，因为没有一个更高级的政府机构拥有绝对的权力像国家管理国民一样管理各个国家。在某种程度上，这并不奇怪，因为大多数国家只能自力更生（当受到压力时）。因此，与个人不同，国家能够拒绝加入一个在法律规范下的国际社会所带来的益处和所产生的互惠义务。
基于这种现实，长期以来国际法形成了一种原则，即若国家没有明确表示同意这项规则（如签订一项条约），该国就不能被该规则约束。习惯国际法则潜移默化地突破了这一观点。

## 国际法院
国际法院规约基于《联合国宪章》第九十二条订立，该规约承认了习惯国际法的存在［第三十八条（1）b］。“法院对于陈诉各项争端，应依国际法裁判之，裁判时应适用：……（丑）国际习惯，作为通例之证明而经接受为法律者。”
习惯国际法“由源于国家间存在的一般实践或通例的规则组成，出于某种确信，国家遵守这些规则”。由此可见，习惯国际法往往产生于“随着时间的推移，一个在国家间广为流传反复出现的实践或通例（国家实践）；这种实践或通例必须因感到某种义务作出（国际强行法）；这种实践或通例必须被大多数国家所接受同时未遭到大量国家反对”。某项习惯国际法的产生是国家间的共识，同时该规则还应当是一种广为流传的通例，并让国家明显地察觉到自身受到某项义务约束。
国际法院作出的关于核武器适用或以核武器相威胁的合法性的决议中指出，国家实践和国际强行法是习惯国际法中两个必不可少的要素。.
关于国际强行法中的心理要素，国际法院在北海大陆架案中作出了如下阐释：“这些行为不仅必须是一种现存的通例，同时还需要作为一种信念的证据，即相信该行为为一项要求它的法律规则的存在所规定……因此，有关国家必须感到其遵守了相当于一项法律义务的义务。”国际法院强调了有必要证明基于“法律责任感”的行为不同于“出于礼貌、便利或传统考虑的行为”。这随后在尼加拉瓜诉美国一案中得到确认。

## 双边习惯国际法和多边习惯国际法
对习惯法的承认可以分为对单一的双边习惯法的承认和对世界范围内的多边习惯法的承认。地区性的习惯可以发展为当地的习惯国际法，但是这类习惯不能约束这个地区之外的其他国家。双边国际习惯法的存在被国际法院在印度领土通行权案中承认。该案中，国际法院认为“在两国的长期的实践中，为两国所接受的调整两国之间关系的方法，没有理由不构成它们之间相互的权利和义务的基础”。

## 其他习惯国际法
其他被接受或宣称为习惯国际法的规范大致包括来访外国元首的豁免权、不推回原则等。1993年，联合国安全理事会承认《日内瓦公约》为习惯国际法。如果任何条约或法律被认定为习惯国际法，那么尚未批准该条约的缔约国将有义务善意遵守其规定。

### 引用
1. ↑  1950年国际法委员会年册 Yearbook of the International Law Commission, 1950 （页面存档备份，存于）
2. ↑  . A/73/10. New York: United Nations. 2018: 12–120  [2020-09-30]. （原始内容存档于2020-01-27）.
3. ↑  . A/RES/73/203. United Nations. 2018-12-20  [2020-09-30]. （原始内容存档于2020-01-27）.
4. 1 2  联合国. .   [2020-09-30]. （原始内容存档于2020-08-06）.
5. ↑  Yoram Dinstein. 2004. The Conduct of Hostilities under the Law of International Armed Conflict, pp. 5. Cambridge: Cambridge University Press.
6. ↑  Władysław Czapliński. "Jus Cogens and the Law of Treaties". In C. Tomuschat and J.M. Thouvenin (eds). 2006. The Fundamental Rules of the International Legal Order, pp. 83–98. Netherlands: Koninklijke Brill NV
7. ↑  维也纳条约法公约第五十三条 (1969)
8. ↑  M. Cherif Bassiouni (1998). "International Crimes: jus cogens and Obligatio Erga Omnes". Law & Contemporary Problems, 59: 63–74
9. ↑  1949年8月12日日内瓦四公约关于保护国际性武装冲突受难者的附加议定书（1977）
10. ↑  Yoram Dinstein. 2004. The Conduct of Hostilities under the Law of International Armed Conflict, pp. 6-7. Cambridge: Cambridge University Press.
11. ↑  英国诉挪威渔业案.   [2020-09-30]. （原始内容存档于2021-02-25）.pp.131：'…the ten-mile rule would appear to be inapplicable as against Norway inasmuch as she has always opposed any attempt to apply it to the Norwegian coast.'
12. ↑  Dinesh, Singh Rawat.  (Online). ABC Live. ABC Live.   [2017-04-30]. （原始内容存档于2018-06-24）.
13. ↑  Rosenne, Practice and Methods of International Law, p. 55.
14. ↑  . uslegal.com.   [2020-09-30]. （原始内容存档于2019-12-31）.
15. ↑  "Legality of the Threat or Use of Nuclear Weapons, Advisory Opinion, I.C.J. Reports" 1996, p. 226, 253, [64], http://www.icj-cij.org/docket/files/95/7495.pdf （页面存档备份，存于）
16. 1 2  北海大陆架划界案 North Sea Continental Shelf, Judgment, I.C.J. Reports 1969, pp. 3, 43, [74], http://www.icj-cij.org/docket/files/51/5535.pdf （页面存档备份，存于）.
17. ↑  Military and Paramilitary Activities in and Against Nicaragua (Nicaragua v. United States of America), Merits, Judgment, I.C.J. Reports 1986, pp. 14, 98, [186], http://www.icj-cij.org/docket/files/70/6485.pdf （页面存档备份，存于）
18. ↑  . worldcourts.com.   [2020-09-30]. （原始内容存档于2018-10-23）.
19. ↑  Certain Norwegian Loans (France v Norway) (Jurisdiction) [1957] ICJ Rep 9, 53.

### 來源
- Customary International Law,  Max Planck Encyclopedia of Public International Law
- Customary international humanitarian law（页面存档备份，存于） International Committee of the Red Cross
- A Brief Primer on International Law With cases and commentary.  Nathaniel Burney, 2007.
- Customary International Law - Bibliographies on the topics of the International Law Commission (no.13 in the list) (UNOG Library)（页面存档备份，存于）